# Voodoo Dollz
Pour plus de détails, voir Fiche technique et Distribution.
Voodoo Dollz est un téléfilm américain réalisé par Fred Olen Ray et sorti en 2008. C'est une comédie érotique.

## Synopsis
Christina (Christine Nguyen) est envoyée dans une école pour jeunes filles comme punition pour avoir été surprise dans les vestiaires avoir une relation sexuelle avec Meg (Kitty Katzu).

## Fiche technique
- Titre : Voodoo Dollz
- Réalisateur : Fred Olen Ray
- Scénario : Fred Olen Ray
- Producteur : Kimberly Ray
- Société de production : American Independent Productions
- Société de distribution :
- Pays d'origine :  États-Unis
- Langue d'origine : Anglais
- Lieu de tournage :
- Genre : Comédie érotique
- Format : Couleurs
- Durée : 79 minutes
- Dates de sortie :
  -  États-Unis 4 décembre 2008
  -  Japon 10 mars 2010

## Distribution
- Christine Nguyen : Christina
- Beverly Lynne : Jilly
- Monique Parent : Miss Dambahla
- Charlie Laine : Maria
- Nicole Sheridan : Sandra
- Alexandre Boisvert : Jeff
- Syren : Miss Santana
- Kitty Katzu : Meg
- Michelle Bauer : Miss Anton